# Comté de Clinton (Illinois)
Pour les articles homonymes, voir Comté de Clinton.
Le comté de Clinton (en anglais : Clinton County) est un comté de l'État américain de l'Illinois. 

## Comtés voisins
| Nord-Ouest : Comté de Madison | Nord: Comté de Bond      | Nord-Est : Comté de Fayette |
| Ouest: Comté de Saint Clair   | Comté de Clinton         | Est: Comté de Marion        |
|                               | Sud: Comté de Washington |                             |

## Transports
- Interstate 64
- U.S. Route 50
- Illinois Route 161
- Illinois Route 127
- Illinois Route 177
- Illinois Route 160

## Villes
- Carlyle
- Trenton
- Breese
- Centralia
- Albers
- New Baden
- Damiansville
- Germantown
- Aviston
- Bartelso
- Beckemeyer
- Keyesport